# 小囊芋属
小囊芋属（学名：Ambrosina）是天南星科的一属，仅一种（小囊芋，Ambrosina bassii），分布于欧洲的撒丁岛、科西嘉岛、西西里岛、意大利半岛的南部、突尼斯，及阿尔及利亚，是地中海地区体型最小的陆生天南星科植物，株高一般不超过10厘米。生境常为石灰岩质山坡朝北一侧的林下，多生于富含腐殖质的土壤中。

## 形态特征
小囊芋具有卵形的叶，长3.5-6厘米，形似其它天南星科物种的幼苗。花序长2.5厘米，佛焰苞呈鸡蛋似的椭圆体，整体为棕绿色，带有些许色斑，里外分隔为两室，外侧的一室生有一枚雌花，里侧的一室生有8-10枚雄花。种子具油质体（elaiosome）
未开裂的花粉直径约26-50微米（μm），以单体传播。

## 居群多样性
2009年一项对野生小囊芋居群水平多样性的研究表明，西西里岛分布的各居群在形态和生态上呈现出一定多样性，等位酶（allozyme）分析也揭示了这些野生居群尽管高度破碎化，但各居群内遗传多样性较高。另外，岛上的小囊芋不同居群及形态型之间的遗传分化程度不高，且地理距离和遗传距离之间的关联非常弱。

## 生态

### 访花动物
弹尾纲（跳虫）、纺足目（足丝蚁）、革翅目（蠼螋）、倍足綱（马陆）以及Penthaleus和Bdella两属的螨等类群的节肢动物都被记录到过对小囊芋属的访花行为。

### 种子传播
小囊芋的种子成熟率不高，因此被认为繁殖速率较低。
种子因包裹了一层可食用的油状体（elaiosome），可吸引蚂蚁散播种子。

## 学名词源
小囊芋属的学名Ambrosina是为纪念意大利博物学者Bartolomeo Ambrosini (1588–1657)及其兄弟Giacinto Ambrosini (1605–1671)而来。

## 保护法规
自2008年来，小囊芋属在IUCN红色名录中被评估为“无危”。然而，科西嘉岛上的居群受法国上阿尔卑斯省的法案保护（列入附录I），禁止采挖和交易野生植株。

## 下属物种
本属仅一种：
- Ambrosina bassii L.